# Diospyros mattogrossensis
Diospyros mattogrossensis là một loài thực vật có hoa trong họ Thị. Loài này được Hoehne mô tả khoa học đầu tiên năm 1915.